# Reichenows vliegenvanger
Reichenows vliegenvanger (Batis mixta reichenowi) is een zangvogel uit de familie Platysteiridae (lelvliegenvangers). Het is een ondersoort van kortstaartvliegenvanger. De naam verwijst naar de Duitse ornitholoog Anton Reichenow.

## Verspreiding en leefgebied
Deze vogel is endemisch in zuidoostelijk Tanzania.

## Status
De grootte van de populatie is niet gekwantificeerd maar de soort wordt omschreven als algemeen. Het verspreidingsgebied is echter klein en de aantallen nemen af door habitatverlies. Op de Rode lijst van de IUCN heeft deze soort daarom de status gevoelig.